# Musiques (Emmanuel)
Pour les articles homonymes, voir Musique (homonymie).
Les Musiques, op.17, sont un cycle de douze mélodies composées par Maurice Emmanuel en 1918, sur des poèmes du recueil Crépuscules et Nocturnes de Louis de Launay, publié en 1908. Sur bien des points, cette œuvre se rapproche de la Symphonie no 1, op.18, composée aussitôt après et dédiée à la mémoire du fils de l'écrivain, aviateur tombé au champ d'honneur pendant la première Guerre mondiale.

## Composition

### Contexte
Maurice Emmanuel entreprend la composition de Musiques après la publication de ses Trente Chansons bourguignonnes en 1917, partition importante et aboutissement de longues années de recherches folkloriques, régionalistes, ethnomusicologiques et — à titre personnel — musicologiques pour la revalorisation des modes anciens. Comme le relève son biographe Christophe Corbier, « la musique vocale reste apparemment son refuge favori en ces années de guerre : peu après la parution de ces chants, il écrit un recueil de mélodies qui s'inscrit dans la tradition des grands cycles romantiques, sur des poèmes de son ami Louis de Launay ».

### Création
La première audition en public des mélodies no 1, 4, 6, 7 et 8 a lieu le 26 mai 1922, dans un concert de la Société des compositeurs, avec Yvonne Lefébure au piano. L'œuvre est publiée en 1928 aux éditions Sénart, puis rééditée aux éditions Salabert. Dans le disque consacré à l'ensemble des mélodies avec piano et ensemble de musique de chambre de Maurice Emmanuel, réalisé pour le label Timpani en 1995, Harry Halbreich fait observer qu'« on ignore la date de la première audition intégrale ». Christophe Corbier propose « selon toute probabilité » une audition de l'ensemble des douze mélodies à Lyon en juin 1928.

## Analyse

### Poème et musique
Le titre du cycle, « conçu délibérément comme tel, avec ses rappels thématiques et l'agencement très étudié de ses alternances et de ses contrastes, se justifie par les allusions assez nombreuses et », note Harry Halbreich, « parfois assez artificielles et pédantes du poète à des termes musicaux. Le langage en est parfois d'un symbolisme bien recherché, à d'autres moments d'une familiarité déconcertante et bien proche de la vulgarité (dans la Marche au Bonheur en particulier) ».

### Structure
L'œuvre est composée de douze mélodies :
1. « Prélude » — Andante
2. « Vibrations » — Adagio
3. « Le vieux coucou » — Allegretto
4. « Sous les pins » — Moderato ma energico
5. « Résonances » — Andante
6. « Invitation à la valse » — Tempo di Walzer, ma moderato
7. « Villanelle du temps passé » — Allegretto scherzando
8. « Berceuse » — Andante con moto, espressivo
9. « Marche au bonheur » — Allegro
10. « Valse hongroise » — Andantino
11. « Des mots ! des mots ! » — Allegro jocoso
12. « Postlude » — Moderato

### Style
Dans ces mélodies, « le langage musical d'Emmanuel se fait plus complexe et peut-être plus intellectuel que dans telles œuvres précédentes, sa modalité habituelle côtoyant un chromatisme plus sombre, voire des frottements bitonaux assez âpres. Moyennant quoi, ces Musiques contiennent d'éclatantes beautés ».

## Discographie
- Maurice Emmanuel : les mélodies — interprétées par Florence Katz (mezzo-soprano) et Marie-Catherine Girod (piano) — Timpani 1C1030, 1995 (premier enregistrement mondial)
- Maurice Emmanuel, Chamber music and songs : Violin Sonata in D minor op.6, Suite on Greek Folksongs op.10, Musiques op.17 — interprétées par Frédéric Angleraux (violon), Hélène Hébrard (mezzo-soprano), François Killian (piano) — Toccata Classics TOCC0231, 2013 [livret en ligne] (OCLC 880359512)

### Ouvrages généraux
- Marie-Claire Beltrando-Patier, Brigitte François-Sappey et Gilles Cantagrel (dirs.), Guide de la mélodie et du lied, Paris, Fayard, coll. « Les Indispensables de la musique », 1994, 916 p. (ISBN 2-213-59210-1, OCLC 417117290, BNF 35723610), « Maurice Emmanuel », p. 206–208

### Monographies
- Christophe Corbier, Maurice Emmanuel, Paris, Bleu nuit éditeur, 2007, 176 p. (ISBN 978-2-913575-79-0 et 2-913575-79-X).
- Sylvie Douche (dir.), Maurice Emmanuel, compositeur français, Université de Paris-Sorbonne (Paris IV), Prague, Bärenreiter, 2007, 288 p. (ISBN 978-80-86385-34-1 et 80-86385-34-5, OCLC 312635540).